# トヨタエルアンドエフ東京
トヨタエルアンドエフ東京株式会社（トヨタエルアンドエフとうきょう）は、トヨタL&Fカンパニーの東京都における販売店であり、豊田自動織機の関連会社である。
前身は東京トヨタフォークリフト株式会社として設立。1998年10月に現在の社名に変更。通称として、『トヨタL&F東京』を使用している。

## 沿革
- 1964年（昭和39年）2月7日 - 東豊トヨペット株式会社フォークリフト部が分離独立し、東京トヨタフォークリフト株式会社として設立。
- 1998年（平成10年）10月 - トヨタエルアンドエフ東京株式会社に商号を変更。

## 主な取扱商品
- フォークリフト
- 保管システム
- 搬送システム
- 環境機器

以上はトヨタL&Fカンパニー製（豊田自動織機）。

この他にもさまざまな商品を取り扱っている。